# Nova Levante
Nova Levante (Welschnofen in tedesco, lett. "Nova ladina") è un comune italiano di 2 094 abitanti della provincia autonoma di Bolzano in Trentino-Alto Adige a 1.182 mt s.l.m. È una nota località turistica sia estiva che invernale.

## Geografia fisica

### Territorio
Il comune comprende anche la località di Carezza al Lago (ted.: Karersee), rinomata località turistica estiva ed invernale, posta a 1620 m s.l.m., base di partenza per le escursioni nei gruppi del Catinaccio e del Latemar.

## Origini del nome
Il toponimo è attestato come Noue nel 1142-1147, come Nofalatina nel 1295 e come Noua latina nel 1312, come Welschennofen nel 1370 e come Wälischnofe nel 1388 e deriva dal latino nova ("terreno messo a coltura da poco"). Welsch o Welschtiroler sta per i tirolesi di lingua ladina o italiana (trentini). Quindi Welschnofen, originalmente abitato dai tirolesi di lingua ladina, e Deutschnofen / Nova Ponente, originalmente abitato dai tirolesi di lingua tedesca.

## Storia

### Origini
Nel corso dei secoli i pastori della val di Fassa edificarono case nei pressi dei loro pascoli estivi per poter svolgere le loro attività durante tutto l'anno e bonificarono sempre di più i boschi verso valle. Nova Levante viene citata per la prima volta nell'anno 1142-1147 sotto il nome "Noue" (= dissodamento, terra nuova). Il nuovo quadro in porfido e pietra calcare che si incontra all'entrata del paese testimonia l'origine. Il piccolo stemma è quello dell'abbazia di Novacella, al quale per numerosi secoli è stato sottoposto Nova Levante.
La comunità di Welschnofen è originalmente ladina e fino al 1600 la maggioranza della popolazione manteneva un dialetto ladino proprio, di tipo badiotto. La parlata dell'area fu germanizzata naturalmente durante i secoli seguenti e il ladino originale è scomparso.

### Cronologia
- 1177 Welschnofen/Nova Levante viene menzionata per la prima volta
- 1300 ca. a Welschnofen/Nova Levante sorge la prima chiesa
- 1604 fondazione della propria prima parrocchia
- 1860 Costruzione della strada che attraversa la Val d'Ega
- 1870 Con la separazione dall'esteso comune di Cornedo all'Isarco, Welschnofen/Nova Levante diviene un comune autonomo
- 1889 Fondazione della pro-loco
- 1896 Apertura del Grand Hotel Karersee
- 1896 Ultimazione della strada sul Passo Costalunga/Karerpass
- 2006 Socio di fondazione "Perle delle Alpi"

### Simboli
Nel 1º e nel 4º è rappresentato lo stemma del giudice Bartlmä von Pretzenberg che aveva proprietà nel comune; il 2º e 3º sono un'arma parlante per Pretzenberg, composta da un pretzel sopra un monte (Berg). Lo stemma è stato adottato il 30 giugno 1967.

## Monumenti e luoghi d'interesse

### Architetture religiose
La prima chiesa cristiana di Nova Levante risale probabilmente all'XI secolo. La leggenda narra che i primi abitanti del luogo si erano insediati "Im Loch" e sul "Zischgl" (due zone del paese), dove avrebbero voluto costruire una chiesa. Alla fine preferirono però convertire in chiesa un antico tempio pagano, che già insisteva sul luogo in cui si trova la chiesa attuale.
Appena nel 1298 comunque la chiesa viene citata nei testi storici, e nel 1365 si parla di una "cappella di S. Ingenuino", santo presentato come patrono di questa chiesa (e patrono del vescovado di Bressanone). Evidenti lavori di ristrutturazione si possono datare alla prima metà del XVIII secolo, mentre risale al 1827-1828 la realizzazione di una chiesa nuova, poi interamente smantellata (fatta eccezione per il campanile) nel 1965 e sostituita da una struttura nuova.
L'attuale chiesa parrocchiale fu consacrata nel maggio 1967, dopo due anni di lavori. Si tratta di una costruzione moderna, caratterizzata dalla bassa navata laterale e dal tetto a falde assai spioventi. Il campanile parrocchiale, alto 37 metri, è la struttura architettonica più antica del luogo.

### Architettura civile

Il Grand Hotel Karersee con il Latemar sullo sfondo in una cartolina di fine Ottocento

Nel 1896 l'alpinista Theodor Christomannos - che propiziò il collegamento tra la località con il passo di Carezza e il comune di Vigo di Fassa, mediante una strada che avrebbe aperto i villaggi della valle al turismo - fece costruire il Grand Hotel Karersee: si tratta di un edificio in stile liberty, in dolomia e porfido, con una facciata caratterizzata dalla regolarità delle finestre in fila e dei balconi in legno regolari, secondo il progetto degli architetti Josef Musch e Carl Lun. Costoro, in occasione del soggiorno dell’imperatrice Elisabetta un anno dopo l'inaugurazione, aggiunsero all'originario corpo di fabbrica la cappella di San Giuseppe, una costruzione neoromanica in muratura, a disposizione di ospiti ed escursionisti.
Oltre alla moglie dell'imperatore Francesco Giuseppe, personaggi illustri provenienti da molti paesi europei e d'oltremare visitarono questo albergo, come lo scrittore austriaco Arthur Schnitzler, la scrittrice inglese Agatha Christie, Karl May e Winston Churchill. Dopo la chiusura, è comparso tra gli esterni del film La ragazza nella nebbia.

## Società

### Appartenenza linguistica
La sua popolazione è in larga maggioranza di madrelingua tedesca:
| %      | Ripartizione linguistica (gruppi principali) |
| ------ | -------------------------------------------- |
| 91,03% | madrelingua tedesca                          |
| 8,33%  | madrelingua italiana                         |
| 0,63%  | madrelingua ladina                           |

### Evoluzione demografica
Abitanti censiti

## Economia

### Turismo
Nova Levante per la sua attenzione a favorire il turismo sostenibile e la mobilità dolce fa parte del consorzio delle Perle delle Alpi.
Negli ultimi anni Nova Levante ha conosciuto una vera e propria esplosione a livello turistico , sia estivo che invernale. La vicinanza dei comprensori sciistici del Latemar e Catinaccio fa si, che Nova Levante sia una meta ambita invernale divenuta famosissima anche a livello internazionale. In estate è un importante punto di partenza per escursioni sia di Trekking che Mountain bike.
Nel comune di Nova Levante fa parte anche il lago di Carezza, uno dei laghi più visitati al mondo, che incanta per la sua eccezionale bellezza.

## Amministrazione
| Periodo | Periodo   | Primo cittadino | Partito | Carica  | Note |
| ------- | --------- | --------------- | ------- | ------- | ---- |
| 2005    | 2010      | Elmar Pattis    | SVP     | Sindaco |      |
| 2010    | in carica | Markus Dejori   | SVP     | Sindaco |      |